# Kuthayyir
Kuthayyir, de son nom complet Kuthayyir Ibn Abderrahmane al-Mulâhî (arabe : كثير بن عبد الرحمن الملاحي), plus connu sous le nom de Kuthayyir Azza (arabe : كثير عزة), du nom de la femme qu'il poursuivait de son amour, est un poète arabe de l'époque omeyyade né à Médine vers 660 et mort en 723. Il s'est principalement illustré dans le genre des poèmes d'amour udhrite, dont le représentant le plus connu est Majnoun Layla.